# Бальдуччи, Ришар
Риша́р Бальдуччи́ (фр. Richard Balducci; 10 февраля 1922, Париж, Франция — 8 декабря 2015, там же) — французский сценарист, писатель, режиссёр, актёр. Известен как сценарист фильмов о Жандарме из Сен-Тропе с Луи де Фюнесом в главной роли.

## Биография
Во время Второй мировой войны работал военным корреспондентом. После её завершения устроился в отделе культуры газеты Франс-Суар, где работал более десяти лет. Работа в газете позволяла Бальдуччи завязать знакомства со многими деятелями французского кинематографа того времени, такими как Жак Беккер, Роже Вадим, Филипп де Брока, Жак Деми, Кристиан-Жак, Клод Лелуш, Жан-Пьер Мельвиль и Франсуа Трюффо. В результате к началу 1960-х годов Ришар решил покинуть газету и посвятить себя работе в кинематографе. Ещё в 1959 году Бальдуччи играл небольшую роль в дебютном фильме Жана-Люка Годара «На последнем дыхании», однако эта роль осталась единственной в его кинокарьере.
С 1960-х годов работал в качестве сценариста, а также организовывал съёмки. Идея самой известной его киносаги о жандарме из Сен-Тропе пришла в голову Бальдуччи случайно. По его собственным воспоминаниям, он однажды был в Сен-Тропе по работе — должен был подобрать натуру для съёмок очередного фильма. В этот момент из его машины украли камеру. Ришар пришёл в местное отделение жандармерии, чтобы заявить о краже. В отделении он обнаружил одного жандарма, который нехотя поднялся, чтобы принять от Бальдуччи заявление, а потом сказал: «Знаю я вашего вора. Я его несколько дней назад чуть-чуть не поймал». Вернувшись в Париж, Бальдуччи рассказал о происшедшей с ним неприятности Луи де Фюнесу, который на это ответил: «Из этого надо сделать фильм». Таким образом на свет появился первый фильм о Людовике Крюшо — самом известном французском жандарме. В дальнейшем было снято несколько сиквелов к фильму.
В 1970—первой половине 1980-х годов снял несколько фильмов в качестве как автора сценария, так и режиссёра. Большинство из этих фильмов не было замечено критикой, но, по собственным словам Ришара, его это не волновало.

## Фильмография
| Год  |   | Русское название                      | Оригинальное название              | Примечание                |
| ---- | - | ------------------------------------- | ---------------------------------- | ------------------------- |
| 1960 | ф | На последнем дыхании                  | À bout de souffle                  | Актёр: Толмачёв           |
| 1962 | ф |                                       | Les Saintes nitouches              | Автор сценария            |
| 1963 | ф | Ищите идола                           | Cherchez l'idole                   | Автор сценария            |
| 1964 | ф | Жандарм из Сен-Тропе                  | Le Gendarme de Saint-Tropez        | Автор сценария            |
| 1965 | ф | Жандарм в Нью-Йорке                   | Le Gendarme à New York             | Автор сценария            |
| 1968 | ф | Жандарм женится                       | Le Gendarme se marie               | Автор сценария            |
| 1969 | ф | Любовь                                | L'Amour                            | Автор сценария и режиссёр |
| 1969 | ф | Честь семьи                           | La Honte de la famille             | Автор сценария и режиссёр |
| 1970 | ф | Жандарм на отдыхе                     | Le gendarme en balade              | Автор сценария            |
| 1972 | ф | Слишком красивые, чтобы быть честными | Trop jolies pour être honnêtes     | Автор сценария и режиссёр |
| 1972 | ф | Запах хищников                        | L'Odeur des fauves                 | Автор сценария и режиссёр |
| 1974 | ф | Там, где деньги                       | Par ici la monnaie                 | Автор сценария и режиссёр |
| 1976 | ф | День славы                            | Le Jour de gloire                  | Автор сценария            |
| 1978 | ф | Новобранцы на прогулке                | Les Bidasses en vadrouille         | Автор сценария            |
| 1979 | ф | Весёлый отпуск                        | Les Joyeuses Colonies de vacances  | Автор сценария            |
| 1980 | ф | Хотите вундеркинда?                   | Voulez-vous un bébé Nobel ?        | Автор сценария            |
| 1981 | ф | Бери Роллс-Ройс и поезжай на работу   | Prends ta Rolls et va pointer      | Автор сценария и режиссёр |
| 1982 | ф | Привет, малышка!                      | Salut la Puce                      | Автор сценария и режиссёр |
| 1982 | ф | Не забудь отца в гардеробе            | N'oublie pas ton père au vestiaire | Автор сценария и режиссёр |
| 1983 | ф | Требуется катастрофа                  | On l'appelle catastrophe           | Автор сценария и режиссёр |
| 1984 | ф | Связь через Шарло                     | Charlots connexion                 | Автор сценария            |
| 1985 | ф | Почтальон из Сен-Тропе                | Le Facteur de Saint-Tropez         | Автор сценария и режиссёр |

Источник: AlloCiné